# Конфлікт низької інтенсивности

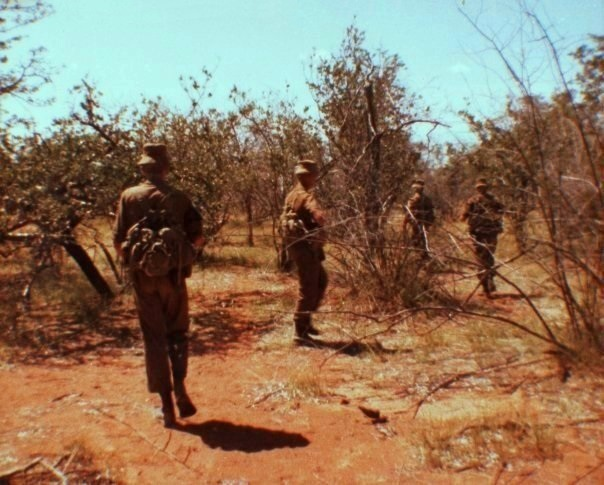
Південноафриканські десантники проводять операцію з пошуку та знищення намібійських повстанців у 1980-х роках. Як і багато конфліктів низької інтенсивності, південноафриканська прикордонна війна в основному мала форму зіткнень невеликих підрозділів і нетрадиційних бойових дій.

Конфлікт низької інтенсивності (LIC) — це військовий конфлікт, зазвичай локалізований, між двома або більше державними або недержавними групами, інтенсивність якого нижча за інтенсивність звичайної війни. Це передбачає використання державою збройних сил, що застосовуються вибірково та стримано, щоб забезпечити дотримання своєї політики чи цілей.
Цей термін можна використовувати для опису конфліктів, у яких принаймні одна або обидві протиборчі сторони діють у такому руслі.

## Офіційні визначення

### Сполучені Штати
Конфлікт низької інтенсивності визначається армією США як:
... військово-політичне протистояння між державами або групами, що виступають нижче звичайних війн і вище звичайного, мирного змагання між державами. Це часто включає тривалу боротьбу конкуруючих принципів та ідеологій. Конфлікт низької інтенсивності варіюється від підривної діяльності до використання збройних сил. Вона ведеться поєднанням засобів із застосуванням політичних, економічних, інформаційних і військових інструментів. Конфлікти низької інтенсивності часто локалізовані, як правило, у Третьому світі, але мають наслідки для регіональної та глобальної безпеки.
У посібнику також сказано:
... успішні операції LIC, що відповідають інтересам і законам США, можуть сприяти досягненню міжнародних цілей США, таких як зростання свободи, демократичних інститутів і вільної ринкової економіки. ... Політика США визнає, що непряме, а не пряме застосування військової сили США є найбільш відповідним і економічно ефективним способом досягнення національних цілей у середовищі СНД. Основним військовим інструментом США в LIC є допомога в безпеці у формі навчання, обладнання, послуг і бойової підтримки. Коли LIC погрожує друзям і союзникам, мета допомоги в безпеці полягає в тому, щоб забезпечити безпеку їхніх військових установ для своїх громадян і уряду. ... Сполучені Штати також застосовуватимуть бойові операції за виняткових обставин, коли вони не можуть захистити свої національні інтереси іншими засобами. Коли вимагається відповідь США, вона має відповідати принципам міжнародного та національного права. Ці принципи підтверджують невід'ємне право держав застосовувати силу для індивідуального або колективного самооборони від збройного нападу.

## Реалізація

### Зброя
Як випливає з назви, порівняно зі звичайними операціями залучені збройні сили діють у значно зменшеному темпі, з меншою кількістю солдатів, обмеженим діапазоном тактичного обладнання та обмеженими можливостями для дій у військовій манері. Наприклад, використання військово- повітряних сил, ключових у сучасній війні, часто зводиться до транспорту та спостереження або використовується лише домінуючою стороною конфлікту в асиметричній війні, як-от урядові війська проти повстанців. Артилерія та реактивні системи залпового вогню часто не використовуються, коли LIC відбувається в населених пунктах. Роль збройних сил залежить від стадії повстання, від того, чи воно перейшло до збройної боротьби, чи перебуває на ранній стадії пропаганди та протестів. Саморобні вибухові пристрої зазвичай використовуються повстанцями, ополченнями та іноді урядовими силами, наприклад бочкові бомби, у конфліктах низької інтенсивності. Більшість жертв у конфліктах низької інтенсивності, як правило, є результатом стрілецької зброї та саморобних вибухових пристроїв.

### Збір розвідувальних даних
Збір розвідувальних даних має важливе значення для ефективної основи інструкцій з експлуатації LIC. Електронна розвідка та засоби збору сигналів, ELINT і SIGINT, виявилися в основному неефективними проти супротивників низької інтенсивності. LIC зазвичай потребує більш практичних методів HUMINT для пошуку інформації.

### Етапи
На перших етапах повстання більша частина роботи армії є «м’якою» – робота разом з цивільною владою в психологічних операціях, пропаганді, протидії організації, так званих «серцях і розумах». Якщо конфлікт прогресує, можливо, переходить у збройні зіткнення, роль розвивається з додаванням ідентифікації та видалення озброєних груп, але знову ж таки, на низькому рівні, у громадах, а не в цілих містах.

## Приклади

### Бірма
М’янма (Бірма) регулярно проводить обмежені військові кампанії низької інтенсивності проти руху за незалежність народу Карен у районі південно-східної Бірми (приблизно відповідає адміністративному регіону Бірми під назвою штат Каїн), який активно домагався незалежності з січня 1949 року. Незважаючи на те, що вони нібито обмежені та малоінтенсивні, оскільки території, окуповані силами центрального уряду, повертаються (оскільки вони поки що не можуть утримуватися постійно) наприкінці наступу (із заявленою, але іноді не заявленою, метою послаблення опозиції і рухи за незалежність), правозахисні організації та національні уряди за межами Бірми ставлять під сумнів правдивість, а іноді й прямо спростовують ці заяви.

### Судан
Уряди Судану також брали участь в обмежених військових наступальних операціях (аналогічно «щорічним наступальним операціям у сухий сезон» у Бірмі проти різноманітної збройної опозиції та рухів за незалежність, які часто переростали у повномасштабну війну, особливо на півдні та в Дарфурі, але також до нещодавно на сході. Ці військові дії (Перша громадянська війна в Судані та Друга громадянська війна в Судані) з часом продовжували спустошувати спірні території та значною мірою сприяли поганим умовам у цих регіонах, а також різноманітним порушенням прав людини, які мали місце (і в деякі випадки все ще трапляються).

### Німецька окупація Франції
Німецька окупація Західної Європи під час Другої світової війни, зокрема окупація Франції, мала багато спільних аспектів з недавніми випадками LIC, наприклад, рання стадія «серця та розуму», встановлення маріонеткових урядів, потужна пропаганда, спрямована на ізоляцію рухів опору., а також підтримка внутрішніх дружніх сил (таких як Міліс у Франції).

### Німецька окупація Польщі
У Польщі з 1939 по 1945 роки був сильний партизанський рух. Партизанські загони (головним чином організації АК і БЧ), хоч і менш чисельні, ніж німецька армія, організували сильний рух опору; у 1941-44 роках була проведена успішна акція проти виселення поляків із Замойського краю. Крім того, «польське підпілля» за всю війну знищило сотні німецьких транспортів військового постачання. У Польщі також існував таємний орден і багато невійськових організацій опору, таких як «Зегота», які допомогли тисячам євреїв врятувати свої життя. Коли Червона армія увійшла до Польщі в 1944 році, поляки хотіли підтримати їх у боротьбі з німцями, але радянська влада їх зрадила, хоча під час операції «Буря» партизани значно прискорили наступ росіян, росіяни заарештували або вбили тисячі членів Польської підпільної держави, вони також не допомагали Варшавському повстанню. Загалом за всю війну в лавах польського підпілля служили сотні тисяч людей (навіть 700 тисяч), навіть кожен шостий поляк допомагав полірувати партизанам, але партизани не мали більше 50 тисяч одиниць вогнепальної зброї.

### Північна Ірландія
Конфлікт, відомий як Смута, був переважно політичним і націоналістичним, підживлюваним історичними подіями та санкціонованим державою утиском ірландських католиків. Він також мав етнічний чи сектантський вимір, але, незважаючи на використання термінів «протестантський» і «католицький» для позначення двох сторін, це не був релігійний конфлікт. Ключовим питанням був статус Північної Ірландії. Юніонисти та лоялісти, які походили від колоністів, які прибули під час Ольстерської плантації, були переважно ольстерськими протестантами та хотіли, щоб Північна Ірландія залишилася у складі Сполученого Королівства. Ірландські націоналісти та республіканці, які були переважно ірландськими католиками, хотіли покласти край розділу Ірландії, залишити Сполучене Королівство та возз’єднатися з 26 графствами, які утворили Республіку Ірландія після розділу. Основними учасниками Смути були республіканські воєнізовані формування, такі як Тимчасова ірландська республіканська армія (IRA) та Ірландська національно-визвольна армія (INLA); лояльні воєнізовані формування, такі як Ольстерські добровольчі сили (UVF) і Ольстерська оборонна асоціація (UDA); Британські державні сили безпеки, такі як Британська армія, Королівська поліція Ольстера (RUC), Ольстерський полк оборони, MI5 та менш відомі групи, такі як підрозділ дослідження сил ; та політичні активісти. Сили безпеки Республіки Ірландія зіграли меншу роль. Республіканці провели партизанську кампанію проти британських військ, а також кампанію бомбардувань інфраструктурних, комерційних і політичних цілей. Лоялісти іноді нападали на республіканців/націоналістів, але зосереджувались переважно на ширшій католицькій спільноті, що вони назвали відплатою. Часом виникали спалахи міжконфесійного насильства «око за око», а також чвари всередині та між воєнізованими групами. Британські сили безпеки взялися за контроль і боротьбу з повстанцями, насамперед проти підозрюваних республіканців. Це включало інтернування без суду будь-кого, звинуваченого в тому, що він є або підтримує республіканців. Ця проблема зрештою призвела до голодування ірландців у 1981 році. Розслідування також виявили значну змову між британськими державними силами та лояльними воєнізованими формуваннями, що доходило до формування гібридних підрозділів, таких як банда Гленанна та Ольстерський полк оборони.

## Партизанська війна: головний виклик війні низької інтенсивності
Основним противником війни низької інтенсивності є партизани, або нерегулярні бійці. Цей опонент може бути фінансованим державою або приватними недержавними суб’єктами, керованими релігійною чи іншою ідеологією в міських, напівміських і сільських районах. Сучасна партизанська війна в її найповнішому розгортанні є інтегрованим процесом, доповненим складною доктриною, організацією, спеціальними навичками та можливостями пропаганди. Партизани можуть діяти як невеликі, розрізнені загони рейдерів, але вони також можуть працювати пліч-о-пліч із регулярними силами або об’єднуватися для далекосяжних мобільних операцій у розмірах загону, взводу чи батальйону або навіть формувати звичайні підрозділи. Виходячи зі свого рівня складності та організації, вони можуть перемикатися між усіма цими режимами залежно від ситуації, оскільки партизанська війна є гнучкою, а не статичною.
Партизанська тактика ґрунтується на розвідці, засідці, обмані, диверсії та шпигунстві, підриваючи авторитет тривалим протистоянням низької інтенсивності. Він може бути досить успішним проти непопулярного іноземного чи місцевого режиму, як продемонструвала війна у В’єтнамі. Партизанська армія може збільшити витрати на утримання окупації або колоніальної присутності понад те, що іноземна держава може хотіти нести. Проти місцевого режиму партизани можуть унеможливити врядування терористичними ударами та диверсіями або навіть об’єднанням сил для повалення своїх місцевих ворогів у звичайній битві. Ця тактика корисна для деморалізації ворога та підняття морального духу партизанів. У багатьох випадках партизанська тактика дозволяє невеликим силам тривалий час стримувати значно більшого та краще оснащеного ворога, як, наприклад, у Другій чеченській війні Росії та Другій семінольській війні, яка велася в болотах Флориди, Сполучені Штати. Партизанська тактика і стратегія підсумовані нижче та широко обговорюються в стандартних довідниках, таких як Мао «Про партизанську війну».

### Трифазна маоїстська модель

#### Підхід Мао/Гіап
Теорія народної війни Мао ділить війну на три фази. На першому етапі партизани заручаються підтримкою населення, атакуючи урядовий механізм і поширюючи пропаганду. На другому етапі посилюються напади на урядові військові та життєво важливі установи. На третьому етапі звичайні бойові дії використовуються для захоплення міст, повалення уряду та контролю над країною. Фундаментальна праця Мао «Про партизанську війну» була широко розповсюджена та застосована ніде так успішно, як у В’єтнамі, під керівництвом військового лідера та теоретика Ви Нгуєна Джапа. Народна війна Гіапа, Народна армія уважно слідувала маоїстському триетапному підходу, але з більшим наголосом на гнучкому переході між мобільною та партизанською війною та можливості для спонтанного «загального повстання» мас у поєднанні з партизанськими силами.

### Організація
Партизанська організація може коливатися від невеликих місцевих повстанських груп із кількома десятками учасників до десятків тисяч бійців, розгортаючи від крихітних осередків до формувань чисельності полку. У більшості випадків є керівництво, яке має чітку політичну мету. Організація зазвичай структурована на політичне та військове крила, що іноді дозволяє політичному керівництву правдоподібно заперечувати військові напади. Найбільш повно розроблена структура партизанської війни була бачена китайськими і в'єтнамськими комуністами під час революційних війн у Східній і Південно-Східній Азії. 
Нижче наведено спрощений приклад цього більш складного організаційного типу, який використовувався революційними силами під час війни у В’єтнамі.

### Види операцій
Партизанські операції, як правило, включають різноманітні атаки на транспортні шляхи, окремі групи міліції чи військових, об’єкти та споруди, господарські підприємства та цільових осіб. Атакуючи невеликими групами та використовуючи камуфляж і часто трофейну зброю цього ворога, партизанські сили можуть постійно чинити тиск на своїх ворогів і зменшувати свою чисельність і все ще дозволити втекти з відносно невеликими втратами. Намір таких нападів є лише військовим, але також політичним, оскільки вони спрямовані на деморалізацію цільового населення чи урядів або шляхом стимулювання надмірної реакції, яка змушує населення стати на бік партизанів чи проти них. Приклади варіюються від відрубування кінцівок під час різних внутрішніх повстань в Африці до терактів смертників у Палестині та Шрі-Ланці до витончених маневрів сил В’єтконгу та НВА проти військових баз і формувань.

### Несподіванка і інтелект
Для успішних операцій партизани повинні досягти несподіванки. Якщо операція була зраджена або скомпрометована, її зазвичай негайно припиняють. Інтелект також надзвичайно важливий, і детальне знання диспозиції, озброєння та морального стану цілі збирається перед будь-якою атакою. Інтелект можна отримати кількома способами. Співробітники та співчуваючі зазвичай забезпечують постійний потік корисної інформації. Працюючи таємно, партизанські оперативники можуть маскувати свою причетність до повстанської операції та використовувати обман, щоб отримати необхідні дані. Працевлаштування або зарахування як студента може здійснюватися поблизу цільової зони, громадські організації можуть бути проникнуті, і навіть романтичні стосунки зав’язуються під час збору розвідувальної інформації. Загальнодоступні джерела інформації також є неоціненними для партизанів, від розкладів польотів цільових авіакомпаній до публічних оголошень про візит іноземних сановників до польових інструкцій армії США. Сучасний комп’ютерний доступ через Всесвітню павутину робить збір і зіставлення таких даних відносно легким. Використання розвідки на місці є невід'ємною частиною оперативного планування. Оперативники детально «обстежуватимуть» або аналізуватимуть місцезнаходження чи потенційну ціль, каталогізуючи шляхи входу та виходу, будівельні конструкції, розташування телефонів і ліній зв’язку, присутність персоналу служби безпеки та безліч інших факторів. Нарешті, розвідка стосується політичних факторів, таких як проведення виборів або вплив потенційної операції на моральний стан цивільного населення та противника.

### Відносини з цивільним населенням
На стосунки з цивільним населенням впливає те, чи діють партизани серед ворожого чи дружнього населення. Доброзичливе населення має величезне значення для партизанів, оскільки забезпечує притулок, постачання, фінансування, розвідку та новобранців. «Народна база» є таким чином ключовим рятівним кругом партизанського руху. На ранніх етапах війни у В’єтнамі американські офіційні особи «виявили, що кілька тисяч нібито контрольованих урядом «укріплених хуторів» насправді контролювали партизани В’єтконгу, які «часто використовували їх для постачання та відпочинку». Однак масова підтримка населення в обмеженій місцевості чи країні не завжди є абсолютно необхідною. Партизанські та революційні групи все ще можуть діяти, використовуючи захист дружнього режиму, залучаючи постачання, зброю, розвідку, місцеву безпеку та дипломатичне прикриття. Організація «Аль-Каїда» є прикладом останнього типу, залучаючи прихильників і підтримку в основному з боку широкого мусульманського світу, навіть після того, як американські напади знищили парасольку дружнього режиму Талібану в Афганістані. 
Апатичне чи вороже населення ускладнює життя партизанам, і зазвичай робляться наполегливі спроби заручитися їхньою підтримкою. Вони можуть включати не лише переконання, але й продуману політику залякування. Партизанські сили можуть характеризувати різноманітні операції як визвольну боротьбу, але це може чи не призвести до достатньої підтримки з боку постраждалих цивільних осіб. Інші чинники, включаючи етнічну та релігійну ворожнечу, можуть зробити просту вимогу національного визволення неспроможною. Незалежно від того, яку комбінацію переконань чи примусу використовували партизани, стосунки з цивільним населенням є одним із найважливіших факторів їхнього успіху чи невдачі.

### Використання терору
Терор використовується для того, щоб привернути увагу міжнародної спільноти до партизанської справи, ліквідувати лідерів опозиції, вимагати гроші від цілей, залякати населення в цілому, завдати економічних збитків і тримати послідовників і потенційних перебіжчиків у полі зору. Широке застосування терору партизанами та їхніми супротивниками є загальною рисою сучасних партизанських конфліктів, коли цивільне населення намагається заспокоїти обидві сторони. Часом цивільне населення може бути головною ціллю партизанських атак, наприклад, під час палестинських операцій проти ізраїльських цивільних осіб або операцій Ізраїлю та місцевих союзників проти палестинських цивільних біженців під час конфлікту в Лівані, як-от різанина в Сабра та Шатіла. Така тактика може мати зворотний ефект і змусити цивільне населення відмовитися від своєї підтримки або підтримати сили, що протистоять партизанам.

### Відхід
Партизани повинні ретельно спланувати відхід після завершення операції або якщо вона йде погано. Фаза відступу іноді вважається найважливішою частиною запланованої дії, оскільки вплутатися в тривалу боротьбу з вищими силами зазвичай фатально для повстанців, терористів або революціонерів. Виведення зазвичай здійснюється за допомогою різноманітних маршрутів і методів і може включати швидке обшукування території на предмет незакріпленої зброї, очищення доказів і маскування під мирних цивільних осіб. У випадку смертницьких операцій міркування щодо виведення успішних нападників є спірними, але такі дії, як усунення слідів доказів і приховування матеріалів і припасів, все одно повинні бути виконані.

### Логістика
Партизани, як правило, мають менший матеріально-технічний слід, ніж звичайні формування, але їхню матеріально-технічну діяльність можна ретельно організувати. Основним міркуванням є уникнення залежності від постійних баз і складів, які порівняно легко знайти та знищити звичайними підрозділами. Мобільність і швидкість є ключовими; там, де це можливо, партизани повинні жити за рахунок землі або отримувати підтримку від цивільного населення, серед якого вони живуть. У цьому сенсі «народ» стає базою постачання партизанів. Фінансування терористичної чи партизанської діяльності варіюється від прямих індивідуальних внесків (добровільних чи недобровільних) у фактичне функціонування підприємств повстанськими оперативниками до пограбувань банків і викрадень людей до складних фінансових мереж, заснованих на родинній, етнічній та релігійній приналежності, що використовуються сучасними організаціями джихаду/ джихаду.
Постійні та напівпостійні бази є частиною матеріально-технічної структури партизанів, які зазвичай розташовані у віддалених районах або в транскордонних заповідниках, які знаходяться під притулком дружніх режимів. Вони можуть бути досить складними, як, наприклад, у складних укріплених базових таборах VC/NVA та комплексах тунелів, з якими стикалися війська США під час війни у В’єтнамі. Їхню важливість можна побачити в запеклих боях, які іноді ведуть комуністичні сили, щоб захистити ці місця. Однак, коли ставало зрозуміло, що оборона неспроможна, комуністичні підрозділи, як правило, без настроїв відступали.

### Рельєф місцевості
Партизанська війна часто асоціюється з сільською місцевістю, що дійсно було у випадку остаточних операцій Мао та Джапа та моджахедів в Афганістані. Однак партизани успішно діяли в містах, наприклад в Аргентині та на Кіпрі. В обох випадках партизани покладаються на дружнє населення, яке забезпечує припаси та розвіддані. Сільські партизани вважають за краще діяти в регіонах, де є достатньо прикриття та маскування, особливо в лісистих і гірських районах. Міські партизани замість того, щоб танути в горах і джунглях, зливаються з населенням і також залежать від бази підтримки серед людей. Викорінити партизанів з обох типів територій може бути важко.

### Іноземна підтримка
Іноземна підтримка у вигляді солдатів, зброї, притулку чи заяв про співчуття партизанам не є абсолютно необхідною, але вона може значно збільшити шанси на перемогу повстанців. Іноземна дипломатична підтримка може привернути увагу міжнародної спільноти до повстанців, змусити місцевих опонентів піти на поступки або заручитися прихильною підтримкою та матеріальною допомогою. Іноземні притулки можуть значно збільшити шанси партизанів, постачаючи зброю, припаси, матеріали та бази для навчання. Такий притулок може мати вигоду з точки зору міжнародного права, особливо якщо режиму-спонсору вдасться приховати свою підтримку та стверджувати про правдоподібне заперечення атак, здійснених бойовиками, що базуються на його території.
VC і NVA широко використовували такі міжнародні заповідники під час конфлікту, а комплекс стежок, проміжних станцій і баз, що пролягають через Лаос і Камбоджу (знаменита стежка Хо Ши Міна), був матеріально-технічним рятівним кругом, який підтримував їхні сили в Південному В’єтнамі.. Іншим прикладом є партизани Мукті Бахіні, які воювали разом з індійською армією в 14-денній визвольній війні Бангладеш у 1971 році проти Пакистану, яка призвела до незалежності Бангладеш. У післявієтнамську епоху Аль-Каїда також ефективно використовувала віддалені території, такі як Афганістан під час режиму Талібану, для планування та виконання своїх операцій. Ця іноземна святиня врешті-решт була розбита американськими атаками на Талібан і Аль-Каїду після того, як оперативники припинили атаки 11 вересня 2001 року.

### Партизанська ініціатива та бойова напруженість
Оскільки вони можуть вибирати, коли і де завдати удару, партизани зазвичай володіють тактичною ініціативою та елементом несподіванки. Планування операції може зайняти тижні, місяці або навіть роки з постійною серією скасувань і перезапусків, коли ситуація змінюється. Зазвичай проводяться ретельні репетиції та «сухі пробіжки», щоб опрацювати проблеми та деталі. Багато партизанських ударів не здійснюються, якщо не можна досягти явної чисельної переваги в цільовій зоні, що є типовим для VC/NVA та інших операцій «народної війни». Окремі атаки терористів-смертників пропонують іншу схему, зазвичай залучаючи лише окремого терориста та його команду підтримки, але вони також розподіляються або розподіляються залежно від переважаючих можливостей і політичних вітрів.
Який би підхід не використовувався, партизан тримає ініціативу і може продовжити своє виживання, змінюючи інтенсивність бою. Напади поширюються протягом досить тривалого періоду часу, від тижнів до років. У проміжні періоди партизани можуть відновлювати, поповнювати запаси та планувати. Під час війни у В’єтнамі більшість комуністичних підрозділів, у тому числі мобільні регулярні війська NVA, які використовували партизанську тактику, проводили лише кілька днів на місяць у боях. Хоча ворожий удар міг змусити їх вступити в небажану битву, більшу частину часу вони витрачали на навчання, збір розвідданих, політичне та громадське проникнення, пропаганду, будівництво укріплень або пошук припасів і їжі. Велика кількість таких груп, що завдавали ударів у різний час, надала війні її «цілодобової» якості.

## Контроперації низької інтенсивності або контрпартизанська війна

### Принципи
Низькоінтенсивного бійця чи партизана може бути важко перемогти, але певні принципи боротьби з повстанцями добре відомі з 1950-х і 1960-х років і успішно застосовуються.

#### Класичні рекомендації
Широко розповсюджена та впливова робота сера Роберта Томпсона, експерта з боротьби з повстанцями в Малайзії, пропонує кілька таких вказівок. Основне припущення Томпсона полягає в тому, що країна мінімально віддана верховенству права та кращому управлінню. Численні інші режими, однак, не відмовляються від таких міркувань, і їхні контрпартизанські операції включали масові вбивства, геноцид, голод, а також масове поширення терору, тортур і страт. Тоталітарні режими Сталіна та Гітлера є класичними прикладами, як і менші, але порівняні заходи диктатур, які ведуть «брудні війни» в Південній Америці. Тут адаптовані елементи поміркованого підходу Томпсона:
1. Життєздатне конкурентне бачення, яке всебічно мобілізує підтримку населення. Повинно бути чітке політичне контрбачення, яке може затьмарити, збігатися або нейтралізувати партизанське бачення. Це може варіюватися від надання політичної автономії до заходів економічного розвитку в постраждалому регіоні. Бачення має бути інтегрованим підходом, що включає політичні, соціальні та економічні заходи та засоби впливу на ЗМІ.
2. Розумні поступки там, де це необхідно. Також необхідно вжити заходів на нижчому рівні для вирішення законних скарг. Для контрповстанської сторони може виникнути спокуса просто оголосити партизанів «терористами» та застосувати жорстку стратегію ліквідації. Однак груба сила може не бути успішною в довгостроковій перспективі. Дія не означає капітуляції, але щирі кроки, такі як усунення корумпованих чи свавільних чиновників, очищення від шахрайства або чесний збір податків, можуть значною мірою підірвати привабливість партизанів. Агітаційні листівки часто використовуються в операціях низької інтенсивності з метою деморалізації опонентів. Вище представлена пропагандистська листівка США, яка була скинута на стежку Хо Ши Міна під час війни у В’єтнамі.

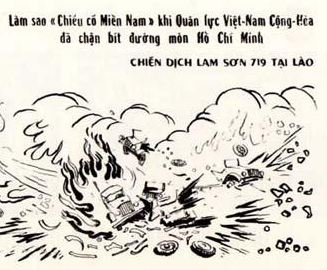
Агітаційні листівки часто використовуються в операціях низької інтенсивності з метою деморалізації опонентів. Вище представлена пропагандистська листівка США, яка була скинута на стежку Хо Ши Міна під час війни у В’єтнамі.

3. Економія сил. Контрповстанський режим не повинен надміру реагувати на партизанські провокації, що дійсно може бути тим, що партизани прагнуть створити кризу морального стану громадян. Дії на рівні поліції мають керувати зусиллями та відбуватися в чітких рамках законності, навіть якщо діє надзвичайний стан. Громадянські свободи та інші звичаї мирного часу, можливо, доведеться призупинити, але знову ж таки, антиповстанський режим повинен проявляти стриманість і дотримуватися порядку. Необхідно вжити чітких кроків для приборкання жорстокості та помсти з боку сил безпеки або «незалежних» сил.
4. Інколи може знадобитися велика дія підрозділу. Якщо дій поліції недостатньо, щоб зупинити повстанців, можуть знадобитися військові зачистки. Такі операції «великого батальйону» можуть знадобитися, щоб розбити значне скупчення партизанів і розділити їх на невеликі групи, які можна контролювати об’єднаними цивільно-військовими діями.
5. Мобільність. Мобільність і агресивні дії малих підрозділів надзвичайно важливі для контрповстанського режиму. Важкі формування повинні бути полегшені, щоб агресивно знаходити, переслідувати та фіксувати повстанські підрозділи. Скупчення в статичних опорних пунктах просто поступається поле повстанцям, яких треба постійно тримати в бігах агресивними патрулями, облавами, засідками, зачистками, оточеннями тощо.
6. Систематичні зусилля розвідки. Необхідно докласти всіх зусиль, щоб зібрати й упорядкувати корисну розвідувальну інформацію. Для цього має бути встановлено систематичний процес, починаючи від випадкових допитів цивільних осіб і закінчуючи структурованими допитами в’язнів. Необхідно також використовувати творчі заходи, включаючи використання подвійних агентів або навіть фіктивних груп «визволення» або груп симпатиків, щоб допомогти розкрити персонал чи операції повстанців.
7. Методична чіткість і дотримання. Антиповстанський режим має використовувати стратегію «чорнильних плям», чітку та утримувану, яка поділяє територію конфлікту на сектори та визначає пріоритети між ними. Контроль має поширюватися назовні, як чорнильна пляма на папері, систематично нейтралізуючи та знищуючи повстанців в одному секторі сітки, перш ніж перейти до наступного. Може знадобитися продовжити утримання або оборонні дії в іншому місці, поки пріоритетні райони очищені та утримані.
8. Ретельне розгортання масових народних сил і спеціальних підрозділів. Спеціалізовані підрозділи можуть бути використані з користю, включаючи загони спецназівців, розвідники на великій відстані, патрулі «мисливців-вбивць», перебіжчиків, які можуть вистежити або переконати своїх колишніх колег, як-от загони Кіта Карсона у В’єтнамі, і воєнізовані групи. За спеціалізованими підрозділами необхідно тримати суворий контроль, щоб запобігти появі насильницьких репресійних загонів, які підривають програму уряду. Масові сили включають групи самооборони села та ополчення громадян, організовані для місцевої оборони та безпеки.
9. Іноземна допомога має бути обмеженою та обережно використовуватися. Така допомога має бути обмежена матеріально-технічним забезпеченням і невеликими кадрами спеціалістів. Якщо цього не буде зроблено, іноземний помічник може виявитися, що «переймає» місцеву війну і буде втягнуто в тривалі зобов’язання, таким чином надаючи партизанам цінні можливості для пропаганди. Такий сценарій стався зі Сполученими Штатами у В'єтнамі.

## Малоінтенсивні операції
Операції низької інтенсивності складаються з розгортання та використання солдатів у ситуаціях, відмінних від війни. Для держав ці операції зазвичай проводяться проти недержавних акторів і мають такі терміни, як боротьба з повстанцями, боротьба з диверсією та підтримання миру. Насильницькі недержавні актори часто проводять операції низької інтенсивності проти держав, часто під час повстань.

## Подальше читання
- Аспрей, Роберт. Війна в тіні ,ISBN 0-595-22593-4
- Британська армія. Сухопутні операції, том III, Контрреволюційні операції, 1969.
- Баффало, Девід. Звичайні сили в конфлікті низької інтенсивності: 82-й повітряно-десантний на базі Шкін, Афганістан , жовтень 2004 р.
- Хаммес, Томас X.. The Sling and the Stone, Zenith Press, 2004.ISBN 0-7603-2059-4
- Мікулашек, Крістоф, Саураб Пант і Беза Тесфає. 2020 рік. « Завоювання сердець і розумів у громадянській війні: управління, зміна керівництва та підтримка насильницьких груп в Іраку », Американський журнал політичних наук. doi: 10.1111/ajps.12527.
- ван Кревельд, Мартін. Трансформація війни. Вільна преса, 1991.ISBN 0-02-933155-2